# Adnan Oktar
Adnan Oktar, noto anche con lo pseudonimo di Harun Yahya (Ankara, 2 febbraio 1956), è un predicatore turco.

## Biografia

### Primi anni
Adnan Oktar è nato ad Ankara, in Turchia, nel 1956, dove visse per tutta l'infanzia e la giovinezza dove studiò in diverse scuole coraniche le opere di Said Nursî, teologo musulmano di origini curde autore del Risale-i Nur, famoso tafsir (commentario coranico) basato su una complessa visione ideologica e teologica. Nonostante ciò crebbe in una famiglia benestante secolarizzata.
Nel 1979 si trasferì a Istanbul dove iniziò a studiare all'accademia d'arte della Mimar Sinan Fine Arts University. Fu in questo periodo che crebbe il suo interesse per l'"attivismo religioso".
Successivamente al colpo di Stato del settembre 1980 che installò una giunta militare in Turchia, il paese venne sconvolto da conflitti interni di natura politica e religiosa, caratterizzandolo con una forte crisi culturale, repressione e violenze all'ordine del giorno. In questo periodo Oktar cominciò a frequentare regolarmente la moschea di Molla Çelebi, nei pressi dell'accademia in cui studiava architettura d'interni.

### Fondazione della setta
Dagli inizi degli anni Ottanta Oktar iniziò a predicare la sua personale visione dell'Islam tra i giovani studenti dell'università, in particolare tra quelli provenienti da famiglie ricche e benestanti di Istanbul creando in breve tempo un gruppo basato su "una versione ridefinita e urbanizzata" degli insegnamenti di Said Nursi rivolta "ai figli della classe privilegiata", evitando particolari ristrettezze o tradizioni vetuste. Nei suoi discorsi Oktar iniziò ad opporsi al marxismo, al comunismo e a tutte le filosofie materialiste, dando però un particolare peso nella critica all'evoluzionismo e al darwinismo che considerava una "ideologia" creata per diffondere nel mondo l'ateismo in linea con alcune prese di posizione della nuova dittatura turca.
Nel 1986 decise di iscriversi alla facoltà di filosofia dell'università di Istanbul e le sue prediche nelle moschee attirarono sempre più studenti universitari attorno a lui, ciò lo portò a divenire una personalità nota in Turchia apparendo spesso su testate nazionali, talvolta persino in prima pagina. Quello stesso anno pubblicò un libro di oltre 550 pagine intitolato Yahudilik ve Masonluk (Giudaismo e Massoneria), che attraverso fatti sensazionalistici e dati controversi sosteneva una teoria del complotto che vedeva un "gruppo segreto" controllare i ministeri statali, le università, tutti i gruppi politici e i media al fine di minare i valori religiosi della popolazione turca.
Oktar venne successivamente arrestato per incitazione ad una rivoluzione di stampo teocratico rimanendo in carcere per diciannove mesi. Al suo rilascio Oktar trascorse dieci mesi in un ospedale per malattie mentali dove gli venne diagnosticata una grave forma di schizofrenia e un disturbo ossessivo-compulsivo di personalità, nonostante ciò Oktar affermò di non essere malato ma di essere perseguitato politicamente per le sue idee religiose.
Nel corso degli anni Ottanta e agli inizi degli anni Novanta, Oktar ricostruì il suo gruppo religioso che divenne sempre più numeroso, organizzando degli incontri nei suoi personali resort estivi sul Mar di Marmara. In breve l'organizzazione del gruppo assunse delle gerarchie interne e una connotazione millenaristica e messianica. Alcuni seguaci che successivamente abbandonarono il gruppo raccontano che in quel periodo l'attenzione del gruppo era principalmente rivolta a tematiche di natura antisemita e di opposizione alla massoneria oltre che di distanziamento dall'Islam ortodosso e di ripudio degli hadith.
Nel 1990 Oktar diede origine alla Fondazione di Ricerche Scientifiche (in turco Bilim Araştırma Vakfı, BAV) che proponeva una versione modernizzata dell'Islam e un appoggio alla figura di Mustafa Kemal Atatürk nonostante il forte secolarismo del fondatore della Repubblica di Turchia.
La BAV organizzava conferenze e seminari in opposizione alla teoria dell'evoluzionismo ed è stata descritta anche da ex seguaci fuoriusciti, come una vera e propria setta segreta di ispirazione islamica che difendeva i propri interessi economici e aveva totale controllo sulla vita dei suoi membri.

### Anni successivi
Nel 1994 il Partito del Benessere (Refah Partisi), predecessore del Partito della Virtù, vinse le elezioni municipali di Ankara e Istanbul quando si impose il sindaco Recep Tayyip Erdoğan (successivamente divenuto presidente della Turchia e leader del Partito per la Giustizia e lo Sviluppo da lui fondato). In questo periodo Oktar, come emerse da alcune inchieste giornalistiche da lui non riconosciute come vere, accrebbe ulteriormente le proprie ricchezze tramite rapporti economici con le municipalità governate dal Partito del Benessere. Nel 1995 Oktar istituì la Fondazione per la Difesa dei Valori Nazionali (in turco Millî Değerleri Koruma Vakfı) e strinse ulteriori legami con associazioni e personalità conservatrici del mondo della politica. Dopo un nuovo colpo di Stato nel 1997 (passato alla storia come il "golpe senza sangue") il governo di Necmettin Erbakan diede le dimissioni e il Partito del Benessere si sciolse. Secondo alcuni giornalisti turchi il governo turco ha tentato di nascondere più volte le connessioni politiche con Oktar. Secondo Luca Steinmann del HuffPost non ci sono differenze tra la particolare versione dell'Islam predicata da Oktar e quella promossa da Erdoğan.
Dal 1998 la BAV diede inizio ufficialmente ad una campagna di opposizione al darwinismo distribuendo gratuitamente in tutta la Turchia copie del libro di Oktar The Evolution Deceit (L'inganno dell'evoluzione).
Nel settembre del 1999 Adnan Oktar venne accusato di aver utilizzato fondi e donazioni per benefici personali e di aver creato un'organizzazione con finalità criminale. Oktar venne condannato a tre anni di carcere ma nel 2010 l'accusa cadde.

### Il blocco dei siti internet
Dal 2007 Oktar ha chiesto, e ottenuto, la chiusura da parte del governo turco di numerosi siti che sostenevano idee contrarie a quelle da lui propagandate. Nell'aprile 2007 ha presentato una denuncia contro Ekşi Sözlük, una comunità virtuale simile a everything2. La corte ha esaminato la richiesta e ha fatto sospendere il sito affinché la sua voce su Oktar fosse rimossa. Nell'agosto 2007 Oktar ha fatto bloccare l'accesso a tutti i blog dell'intera piattaforma Wordpress.com dalla Turchia. Secondo i suoi avvocati essi contenevano materiale calunnioso nei suoi confronti e nei confronti del suo staff. Anche il sito di Edip Yüksel, scrittore turco critico nei suoi confronti, è stato oscurato in seguito alle lagnanze di Oktar.
Il 19 settembre 2008 una corte turca ha bloccato l'accesso dalla Turchia al sito dell'etologo e biologo darwinista ateo britannico Richard Dawkins, dopo che Oktar aveva denunciato il sito come blasfemo e diffamatorio. Una settimana dopo, anche il sito della Unione dei Lavoratori Scientifici e dell'Educazione è stato bloccato. In seguito Oktar ha fatto chiudere il sito del quotidiano Vatan (lett. "Patria"), il terzo in Turchia per tiratura, in quanto aveva criticato Oktar.

### Impegno per la causa creazionista e antievoluzionista
Tra la fine degli anni Novanta e gli anni Duemila ha organizzato tramite la BAV centinaia di conferenze in tutto il mondo a sostegno del creazionismo e ha creato una propria casa editrice attraverso cui distribuisce le sue pubblicazioni in numerose librerie islamiche che lo hanno reso uno degli autori più stampati e pubblicati in tutto il mondo islamico.
Nel 2007 ha spedito personalmente migliaia di copie invendute del suo libro Atlas of Creation (L'Atlante della Creazione) per promuovere la sua visione dell'Islam e il creazionismo nelle scuole e nelle università degli Stati Uniti e numerosi paesi europei.
Conduce inoltre diversi programmi televisivi che trasmette in tutto il mondo islamico. Secondo Middle East Eye, i suoi programmi tv sono famigerati principalmente per la presenza di Oktar mentre discute di principi teologici islamici (non sempre coerentemente) in contrasto con la presenza di donne discinte che ballano musica popolare e a cui Oktar si rivolge definendole le sue "gattine".
Nel 2010 Oktar è stato selezionato tra i primi 50 nomi dei 500 islamici più influenti al mondo dalla Royal Islamic Strategic Studies Centre of Jordan per il suo apporto al creazionismo e in generale per le sue pubblicazioni su temi legati all'Islam.

### Arresto del luglio 2018 e procedimenti giudiziari
L'11 luglio 2018 la polizia turca ha arrestato Oktar e 160 suoi dipendenti per organizzazione criminale, frode e abusi sessuali. Tra le accuse rivolte a Oktar vi sono anche rapporti sessuali con minori, rapimento di bambini con finalità di schiavitù, spionaggio politico e militare, riciclaggio di denaro e tortura. Secondo il capo della polizia di Istanbul Oktar è stato arrestato mentre tentava di scappare dalla polizia.
Nella settimana seguente vennero raccolte contro di lui le testimonianze di 45 persone da sei paesi diversi, tra cui due bambini. Per il suo arresto Oktar diede la colpa ad un'ipotetica "cospirazione britannica" nei suoi confronti.
Il 19 luglio 2019 la corte suprema di Istanbul iniziò un processo a Oktar per tutte le accuse a suo carico. Il primo incontro in tribunale avvenne il 17 settembre nella prigione di Silivri. L'11 gennaio 2021 Oktar è stato condannato a 1075 anni di prigione.
Il 15 marzo del 2022 il verdetto nei suoi confronti è stato annullato dalla Corte d'Appello turca ufficialmente "per accuse incomplete e errori di valutazione" richiedendo un nuovo processo per tutti gli accusati. Il 17 marzo la corte d'appello ha deciso di rilasciare 68 membri della setta ma non 16 dei membri delle alte gerarchie del gruppo, tra cui Oktar stesso.
Per finire, dopo un nuovo processo, è stato condannato a 8658 anni di carcere per abusi sessuali, torture, frode, rapimento e creazione di un'organizzazione criminale.

## Ideologie

### Creazionismo
Adnan Oktar è un sostenitore del creazionismo islamico, in particolare del creazionismo della Terra Giovane.
Oktar sostiene che l'ateismo sia "razzista" e "massone" e che il darwinismo sia la vera causa del terrorismo e che figure come Hitler, Mussolini e Stalin condividevano la teoria del darwinismo sociale. Tramite le sue associazioni ha più volte osteggiato accademici e insegnanti che non ritenevano attendibili le teorie della creazione della Terra Giovane, arrivando spesso a vere e proprie minacce fisiche. Nel settembre del 2008 Oktar ha proposto una sfida mettendo in palio 10 trillioni di lire turche per chiunque gli avrebbe presentato un fossile che dimostrerebbe la teoria dell'evoluzione, affermando che "nemmeno uno [dei fossili esistenti] appartiene a quelle strane creature del tipo di cui parlano gli evoluzionisti". Il professore di biologia Kevin Padian dell'università della California ha criticato la sua teoria del complotto per cui i fossili non esisterebbero affermando che Oktar "Non ha alcuna idea delle cose che noi conosciamo osservando come le cose siano cambiate nel corso del tempo. Se lui vedesse un fossile di granchio, per lui sarebbe semplicemente un granchio e non proverebbe l'evoluzione".

### Negazionismo dell'Olocausto
Nel corso degli anni le posizioni di Oktar in merito all'Olocausto sono passate da generali e vaghe teorie di cospirazione antisemita degli anni Ottanta, in cui negava che i nazisti fossero realmente antisemiti e che avessero un piano di sterminio nei confronti degli ebrei, fino a riconoscere il genocidio ebraico come evento storico reale e più recentemente ad aver affermato di partecipare a numerosi eventi in Israele ed avere legami con gruppi sionisti di estrema destra e personalità come Yehuda Glick e Rabbi Meir Lau.
Nel 1996 la BAV pubblicò anonimamente il libro negazionista dell'Olocausto Soykırım Yalanı (La bugia del genocidio) causando controversie in patria. Il libro affermava che i morti della Shoah sarebbero stati causati dal tifo e dalla fame e non da un piano genocidario.
Dalle indagini svolte nel settembre di quell'anno si scoprì che il vero autore di Soykırım Yalanı era lo stesso Adnan Oktar per cui subì un processo nel 1997.
Nel corso degli anni Duemila Oktar rivide le sue posizioni e si definì maggiormente aperto al dialogo interreligioso affermando che il libro fosse stato scritto da un amico che lo pubblicò a suo nome.

## Opere
- L'inganno dell'evoluzione, Al-Hikma, 1422/2001
- L'Atlante della Creazione, Global Publishing, 2007